# Salaspils
Salaspils (1917-ig Kirchholm) város Lettországban, a történelmi Livónia déli részén (Vidzeme), a Daugava folyó partján.

## Története
1206-ban a korábban keresztesek építette Holm erődjét foglalták el rövid ostrommal a Kardtestvérek lovagjai vezette német sereg legyőzve Ako fejedelem védőit. Az elfoglalt és megerősített várat ugyanabban az évben Polock fejedelme ostromolja meg. A két hetes ostrom sikertelen, a várat sikerrel védi meg másfél tucat német és szövetségesük. Az ostrom során az oroszok megpróbálják lemásolni a németek kőhajító gépét, de saját embereik esnek áldozatul.
1605-ben a svéd-lengyel háború során a város mellett zajlott a kircholmi csata, a Livóniában előrenyomuló svéd seregeket itt verték le a számbelileg jóval kisebb létszámú lengyelek.
A második világháború idején a németek megsemmisítő tábort létesítettek itt.